# North Central Florida

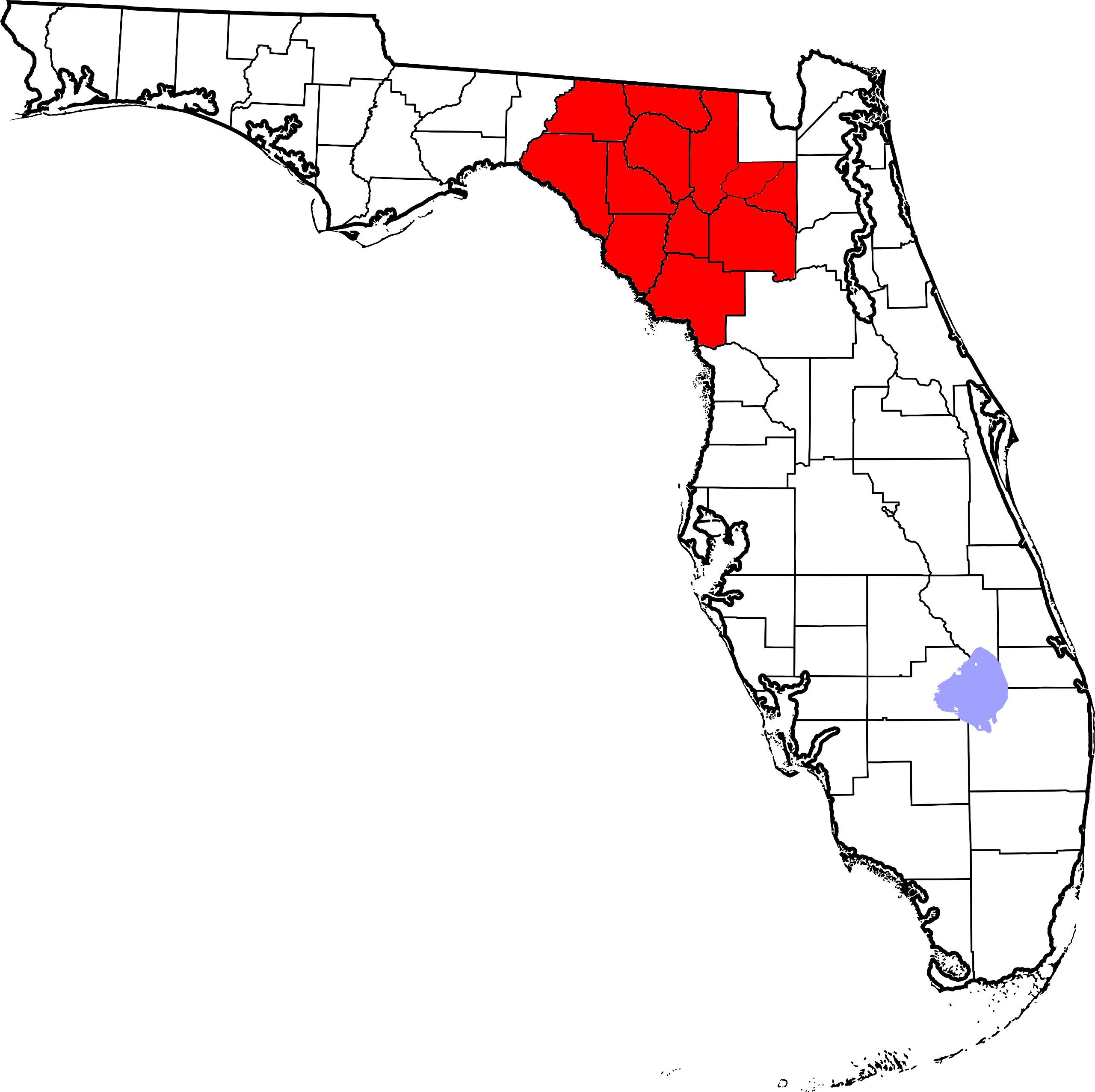
Localisation de la région North Central Florida.

La North Central Florida («Floride du centre-nord») est une région de Floride aux États-Unis.

## Description
La région englobe les comtés d’Alachua, Bradford, Columbia, Gilchrist, Hamilton, Lafayette, Madison, Marion, Putnam, Suwannee et d’Union.
Les villes principales de la région sont Gainesville, Ocala, Lake City, Live Oak et Palatka. Gainesville, qui est le centre culturel et commercial de la région, accueille l’université de Floride, une des plus grandes universités des États-Unis
Le climat de la région est subtropical, il est doux toute l’année bien que quelques gelées soient possibles en hiver.